# Sony Xperia Z2a
Sony Xperia Z2a，是索尼於2014年7月8日發佈的旗艦手機，搭載5吋螢幕、2.3 GHz四核心處理器、3GB記憶體、2,070萬畫素相機且支援4K錄影及防水等功能。
安卓作業系統的旗艦智慧手機，作为它的前一代Sony Xperia ZL的繼承機型。同期的競爭主要有HTC One (E8)、Samsung Galaxy J。

## 发布
索尼Xperia Z2a在2014年7月8日在台灣發表，此機種只有在日本和台灣有販售，日本命名為ZL2(SOL25)。

## 規格
- CPU處理器：Qualcomm Snapdragon 801 2.3GHz四核心處理器
- 螢幕規格：5 吋 TRILUMINOS TFT 螢幕
- 作業系統：Android 4.4 KitKat(已可更新至Android 6.0 Marshmallow)
- 電池容量：3,000mAh 不可拆換電池
- 相機：2070萬畫素主相機 with G Lens（支援4K錄影及120 FPS錄影）、前置鏡頭31萬畫素
- 記憶體：內建3GB RAM，16GB ROM，支援外接microSD至128GB
- 特殊功能：支援數碼降噪、前置立體聲雙喇叭、4G LTE（支援 台灣4G 全頻段）、NFC、IP55/IP58防塵防水認證
- 尺寸：137 x 72 x 10.8mm、167公克
- 2G Network GSM 850 / 900 / 1800 / 1900
- 3G Network HSDPA 850 / 900 / 1700 / 1900 / 2100
- 4G Network FDD-LTE 700/850/900/1800/1900/2100/2600
- Wi-Fi IEEE 802.11a/b/g/n(2.4G/5GHz)/ac

## 顏色
顏色包括：
| 顏色 | 名稱       | 英語      |
| ---- | ---------- | --------- |
|      | 黑色       | Black     |
|      | 白色       | White     |
|      | 土耳其藍色 | Turquoise |

## 照相與錄影
- 20.7 百萬畫素相機，具備自動對焦功能
- 8 倍數位縮放
- Sony Exmor RS 行動影像感應器技術
- 4K 解析度錄影功能
- 脈波 LED 閃光燈
- SteadyShot™ – 影片穩定功能
- 高級自動 – 自動場景選擇
- 相片和影片拍攝 HDR 功能
- 連拍模式
- Social live
- 影像穩定器
- 地理位置標籤 – 新增地點資訊至您的相片
- 紅眼消除

## 顯示和音效
- Sony 3D 環繞音效技術 (VPT)
- ClearAudio+ (音質提升軟體)
- xLoud™ 體驗
- DSEE HX (5.0.2開放)
- 高解析音訊(Hi-Res Audio) (5.0.2開放)
- X-Rality for mobile
- Super Vivid 超逼真模式 (5.0.2開放)

## 其他功能
- Ultra STAMINA Mode (5.0.2開放)
- PS4 Remote Play (5.0.2開放)